# Liste des chaînes de télévision destinées à la jeunesse
 (janvier 2019).
- Si vous ne connaissez pas le sujet, laissez ce bandeau (vous pouvez alors contacter les auteurs).
- Si vous supprimez le contenu mis en cause (vous pouvez préalablement contacter les auteurs),

argumentez précisément cette suppression dans la page de discussion
(un manque de référence n'est pas un argument ; une recherche réelle de référence doit avoir été effectuée, être formellement documentée).
 (mai 2025).
 (juin 2025).
Motif : Liste sans référence centrée pour la justifier. Les articles Les Bouquets Canal+, La TV d'Orange, Liste des chaînes de Bbox TV, Liste des chaînes de Freebox TV, Liste des chaînes de SFR TV, Liste des chaînes de Mediaserv, Liste des canaux Illico, etc. ont été supprimés, il serait donc plus juste de supprimer également cet article.
- Archive Wikiwix
- Bing
- Cairn
- DuckDuckGo
- E. Universalis
- Gallica
- Google
- G. Books
- G. News
- G. Scholar
- Persée
- Qwant
- (zh) Baidu
- (ru) Yandex
- (wd) trouver des œuvres sur Wikidata

| 1. | Préciser le motif de la pose du bandeau. | Précisez le motif de la pose du bandeau en utilisant la syntaxe suivante : {{admissibilité à vérifier\|date=août 2025\|motif=remplacez ce texte par le motif}}                                                               |
| 2. | Informer les utilisateurs concernés.     | Pensez à avertir le créateur de l'article, par exemple, en insérant le code ci-dessous sur sa page de discussion : {{subst:avertissement admissibilité à vérifier\|Liste des chaînes de télévision destinées à la jeunesse}} |

Voici la liste des chaînes de télévision destinées à la jeunesse. Les chaînes sont classées par pays puis par ordre alphabétique.
La première chaîne jeunesse était Pinwheel le 1er décembre 1977 aux États-Unis. Il est ensuite remplacé par Nickelodeon le 1er avril 1979.
Il existe deux types de chaînes jeunesse, ceux dont la programmation est entièrement destinée à la jeunesse (que ça soit pour les petits, pour les enfants), et ceux dans laquelle seulement la moitié est pour la jeunesse tandis que l'autre moitié de la programmation se consacre au public le plus large (généralement 18-49 ans ou 25-49 ans).
Aujourd'hui, trois groupes de télévisions diffusent leurs programmes à travers le monde : The Walt Disney Company (Disney Channel, Disney Junior, Disney XD), ViacomCBS (Nickelodeon, NickToons, Nick Jr) et WarnerMedia (Cartoon Network, Boomerang, Boing, Toonami).
Légende
- Les chaînes soulignées dans les listes ci-dessous sont diffusées sur des canaux partagés.

## Afrique

### Afrique du Sud
- Disney Channel (née en 2006)

Chaînes disparues
- KidsCo (2010 - 2014)

### Algérie
- Berbère Jeunesse (née en 2008)

Chaîne disparue
- Djurdjura Atfal (2013-2014)

### Bénin
- NTV2 (née en 2015)

### Cameroun
- Boing (née en 2010)
- Boomerang (née en 2003)
- Canal+ Family (née en 2007)
- Canal J (née en 1985)
- Cartoon Network (née en 1997)
- Disney Channel (née en 1997)
- Disney Junior (née en 2011)
- Game One  (née en 1998)
- Gulli Africa (née en 2015)
- J-One  (née en 2013)
- Ludikids  (née en 2020)
- Mangas (née en 1998)
- Nickelodeon (née en 2005)
- Nickelodeon Junior (née en 2010)
- Piwi+ (née en 2003)
- Télétoon+ (née en 1996)
- Tiji (née en 2000)
- Toonami (née en 2016)

Chaînes disparues
- Disney XD  (2009 - 2020)
- Disney Cinema (2015 - 2020)

## Amérique

### Brésil
- Boomerang (née en 2001)
- Cartoon Network (née en 1993)
- Discovery Kids (née en 1996)
- Disney Channel (née en 2001)
- Disney XD (née en 2009)
- Disney Junior (née en 2011)
- Gloob (née en 2012)
- Gulli Brasil (née en 2020)
- Nickelodeon (née en 1996)
- Nick Jr. (née en 2008)
- Tooncast (née en 2012)
- TV Rá-Tim-Bum (pt) (née en 2004)
- Zoomoo (pt) (née en 2013)

Chaînes disparues
- Fox Kids (1996-2004)
- Jetix (2004-2009)
- Playhouse Disney (2008-2011)

### Canada

#### Canada anglophone
- BBC Kids (née en 2001)
- Cartoon Network (née en 2012)
- Disney Channel (née en 2015)
- Family CHRGD (née en 2015)
- Family Jr (née en 2015)
- Family (née en 1988)
- Nickelodeon (née en 2009)
- TeleNiños (née en 2011)
- Teletoon (née en 1997)
- Treehouse TV (née en 1997)
- YTV (née en 1988)

Chaînes disparues
- Disney Junior (2011 - 2015)
- Disney XD (2011 - 2015)
- Teletoon Retro (2007-2015)
- Discovery Kids (2001 - 2009)
- Playhouse Disney (2007 - 2011)
- HSTN (en) (2002)

#### Canada francophone
- Télémagino (née en 2015)
- Télétoon (née en 1997)
- La Chaîne Disney (née en 2015)

Chaînes disparues
- Canal Famille (1988 - 2001)
- Plahouse Disney Télé (2010 - 2011)
- Disney Junior (2011 - 2015)
- Télétoon Rétro (2008 - 2015)
- TVJQ (1980 - 1988)
- Yoopa (2010 - 2024)

### États-Unis
- Baby TV (née en 2006)
- Boomerang (née en 2000)
- Cartoon Network (née en 1992)
- Disney Channel (née en 1983)
- Disney XD (née en 2009)
- Disney Junior (née en 2012)
- Discovery Family (née en 2014)
- Nickelodeon (née en 1979)
- Nick Jr. (née en 2009)
- Nicktoons (née en 2002)
- Sprout (en) (née en 2005)

Chaînes disparues
- Discovery Kids (1996 - 2010)
- Fox Kids (1990 - 2002)
- Jetix (2002 - 2009)
- Pinwheel (1977 - 1979)
- Playhouse Disney (1997 - 2012)
- Noggin (1999 - 2009)
- Toon Disney (1998 - 2009)
- Hub Network (2010 - 2014)

### Mexique
- Once Niños (es) (née en 2001)

## Asie

### Chine
- CCTV-14 (née en 2003)
- 中国中央电视台中学生频道 (née en 2009)
- 北京电视台卡酷少儿频道 (née en 2004)
- 哈哈少儿频道 (née en 2004)
- 湖南广播电视台金鹰卡通频道 (née en 2004)
- 炫动卡通 (née en 2004)
- 陕西广播电视台宝贝家频道

### Corée du Sud
- Disney Junior (née en 2011)
- Disney Channel (née en 2011)
- Nickelodeon (née en 2005)
- Cartoon Network (née en 2006)
- Animax (née en 2006)
- Tooniverse (née en 1995)

### Inde
- Animax (née en 2004)
- Cartoon Network (née en 1995)
- Chintu TV (en) (née en 2009)
- Chutti TV (née en 2007)
- Disney Channel (née en 2004)
- Disney Junior (née en 2012)
- Disney XD (née en 2009)
- Hungama TV (née en 2004)
- Kushi TV (née en 2009)
- Kochu TV (née en 2011)
- Pogo (née en 2004)
- Nickelodeon (née en 1990)
- Nick Jr. (née en 2012)
- Sonic-Nickelodeon (en) (née en 2011)
- Toonami (née en 2015)

Chaîne disparue
- Toon Disney (2004 - 2009)

### Irak
Chaîne disparue
- Shabab TV (1993 - 2003)

### Japon
- Animax (née en 1998)
- Cartoon Network (née en 1997)
- Nickelodeon  (relance 2018)
- Disney Channel (née en 2003)
- Disney XD (née en 2009)
- Disney Junior (née en 2012)

Chaînes disparues
- Toon Disney (2005 - 2010)

### Monde arabe
- Cartoon Network (née en 2010)
- Jeem TV (née en 2013)
- Nickelodeon (née en 2015)
- Spacetoon (née en 2000)
- MBC3 (née en 2004)

Chaînes disparues
- KidsCo (2008 - 2014)
- Al Jazeera Children's Channel (2004 - 2013, est devenu Jeem TV)

### Pakistan
- Cartoon Network (née en 2004)
- Nickelodeon (née en 2006)
- Spacetoon (née en 2002)

### Philippines
- Cartoon Network (née en 1995)
- Disney Channel (née en 1998)
- Disney Junior (née en 2011)
- Nickelodeon (née en 2011)
- Hero TV (née en 2005)
- Yey! (en) (née en 2011)

Chaînes disparues
- Playhouse Disney (2005 - 2011)

### Russie
- Bibigon (née en 2007)
- Boomerang (née en 2013)
- Cartoon (née en 2014)
- Cartoon Network (née en 2009)
- Disney Channel (née en 2011)
- Disney Junior (née en 2013)
- Gulli Girl (née en 2009)
- Carousel (née en 2010)
- Nickelodeon (née en 1998)
- Nick Jr. (née en 2011)
- Tiji (née en 2009)

Chaîne disparue
- Jetix (2005 - 2010)
- Fox Kids (1999 - 2005)

### Turquie
- Cartoon Network (née en 1999)
- Disney Channel (née en 2007)
- Disney Junior (née en 2011)
- Disney XD (née en 2009)
- Luli TV (née en 2007)
- minikaÇOCUK (tr) (née en 2012)
- minikaGO (tr) (née en 2011)
- Nickelodeon (1997 - 2011, retour en 2012)
- Nick Jr. (née en 2012)
- TRT Çocuk (née en 2008)
- Planet Çocuk (tr) (née en 2011)
- Smart Çocuk (tr) (née en 2010)
- tv4 (née en)
- Yumurcak Tv (tr) (née en 2007)

Chaînes disparues
- D Çocuk (tr) (2006 - 2010)
- Fox Kids (2000 - 2005)
- Fox Kids Play (2003 - 2005)
- Jetix (2005 - 2009)
- Jetix Play (2005 - 2010)
- Jojo (en) (2008 - 2014)
- Karamel TV (2008 - 2012)
- Maxi TV (tr) (1999 - 2002)
- Minika (tr) (2011 - 2012)
- Playhouse Disney (2010 - 2011)

### Vietnam
- VTV6 (née en 2007)

## Europe

### Allemagne
- Animax (née en 2007)
- Boomerang (née en 2006)
- Cartoon Network (née en 2006)
- Disney Channel (née en 1999)
- Disney Junior (née en 2011)
- Junior (née en 1996)
- KiKA (née en 1997)
- Nickelodeon (née en 1995)
- Nick Jr. (née en 2009)
- Nicktoons (née en 2007)
- RiC (de) (née en 2012)
- Super RTL (née en 1995)

Chaînes disparues
- Clubhouse (de) (1996 - 1999)
- Disney XD (2009 - 2020)
- Fox Kids (2000 - 2005)
- Jetix (2005 - 2009)
- KidsCo (2008 - 2013)
- K-Toon (de) (1996 - 2003)
- Playhouse Disney (2004 - 2011)
- Toon Disney (2004 - 2009)
- YFE TV (de) (2007 - 2014)
- Disney Cinemagic (2009 - 2016)

### Belgique

#### Belgique francophone
- Cartoon Network  (née en 1997)
- Disney Junior  (née en 2011)
- France 4  (née en 2005)
- Kidz RTL (née en 2005)
- Nickelodeon (née en 2006)
- Nick Jr. (née en 2009)
- OUFtivi (née en 2010)
- Piwi+  (née en 2003)

#### Belgique flamande
- Ketnet (née en 1997)

### Bulgarie
- Cartoon Network (née en 2009)
- Disney Channel (née en 2009)

Chaînes disparues
- Jetix (2005 - 2009)
- Fox Kids (1999 - 2005)

### Danemark
- Boomerang (née en 2008)
- Cartoon Network (née en 2000)
- Disney Channel (née en 2003)
- Disney Junior (née en 2011)
- Disney XD (née en 2009)
- DR Ramasjang (née en 2003)
- Nickelodeon (née en 2008)
- Nick Jr. (née en 2010)

Chaînes disparues
- Fox Kids (1998 - 2004)
- Jetix (2004 - 2009)
- Playhouse Disney (2006 - 2011)
- Toon Disney (2005 - 2009)

### Espagne
- Boing (née en 2010)
- Boomerang (2004-2011, renée en 2017)
- Canal Panda (née en 1996)
- Clan (née en 2005)
- Disney Channel (née en 1998)
- Disney Junior (née en 2011)
- Disney XD (née en 2009)
- Neox (née en 2005)
- Nickelodeon (née en 1999)
- Nick Jr. (née en 2009)
- Super3 (es) (née en 2009)

Chaînes disparues
- Cartoonito (2011 - 2013)
- Cartoon Network (1999 - 2013)
- Disney Cinemagic (2008 - 2015)
- Fox Kids (1998 - 2005)
- Jetix (2005 - 2009)
- KidsCo (2008 - 2013)
- Minimax (1994 - 1998)
- Playhouse Disney (2001 - 2011)
- Toon Disney (1998 - 2008)

### Finlande
- Boomerang (née en 2008)
- Cartoon Network (née en 2000)
- Disney Channel (née en 2003)
- Disney Junior (née en 2011)
- Disney XD (née en 2009)
- Nickelodeon
- MTV Juniori (fi) (née en 2006)

Chaînes disparues
- Playhouse Disney(2006 - 2011)
- Toon Disney (2005 - 2009)
- Fox Kids (1998 - 2004)
- Jetix (2004 - 2009)

### France
La première chaîne jeunesse à apparaitre sur le câble est Canal J en 1985. Puis les chaînes vont se multiplier à partir de la seconde moitié des années 1990. Parmi elles, les groupes internationaux (tel que Disney et Time Warner) lancent leurs chaînes respectives en 1997. Les années 2000 sont marqués par la naissance des chaînes pré-scolaires (comme Tiji ou Piwi) ainsi que d'autres chaînes jeunesses sur des thématiques diverses.
Aujourd'hui sur la TNT, la chaîne leader dans ce domaine est Gulli.
- Boomerang (née en 2003)
- Boomerang +1 (née en 2010)
- Canal+ Kids (née en 2021)
- Canal J (née en 1985)
- Cartoonito (née en 2023)
- Cartoon Network (née en 1997)
- Gulli  (née en 2005)
- Mangas (née en 1998)
- Nickelodeon (née en 2005)
- Nickelodeon +1 (née en 2016)
- Nickelodeon Junior (née en 2010)
- Pitchoun Kids Music (née en 2022)
- Piwi+ (née en 2003)
- Télétoon+ (née en 1996)
- Télétoon+1 (née en 2002)
- Tiji (née en 2000)
- TV Pitchoun (née en 2019)
- TV Pitchoun+1 (née en 2022)

Chaînes disparues
- AB Cartoons (1996 - 1998)
- Baby First (2007 - 2010)
- Boing (2010 - 2023)
- La Chaîne du Père Noël (2011-2024)
- Canal+ Family (2007 - 2021)
- Disney Cinema (2015 - 2020)
- Disney Channel (1997-2025)
- Disney Junior (2011-2025)
- Disney XD (2009 - 2020)
- KidsCo (2007-2013)
- Playhouse Disney (2002 - 2011)
- Disney Cinemagic (2007 - 2015)
- Eurêka! (2003 - 2007)
- Fox Kids (1997 - 2004)
- Jetix (2004 - 2009)
- Ma Planète (2003 - 2007)
- Planète Juniors (2007 - 2009)
- Tfou TV (2003 - 2008)
- Toon Disney (2002 - 2007)
- Toonami (2016 - 2023)

### Grèce
- Boomerang (née en 2005)
- Cartoon Network (née en 1999)
- Disney Channel (née en 2009)
- Disney Junior (née en 2011)
- Disney XD (née en 2009)
- Nick Jr. (née en 2010)
- Nickelodeon (née en 2010)
- Nickelodeon Plus (en) (née en 2011)

Chaînes disparues
- Playhouse Disney (2009 - 2011)
- Jetix (2005 - 2009)

### Hongrie
- Boomerang (née en 2005)
- Megamax (hu) (née en 2012)
- Disney Channel (née en 2009)

Chaînes disparues
- Fox Kids (2000 - 2005)
- Jetix (2005 - 2009)

### Italie
- Boing (née en 2004)
- Boomerang (née en 2003)
- Cartoonito (née en 2011)
- Cartoon Network (née en 1996)
- Disney Channel (née en 1998)
- Disney Cinemagic (née en 2011)
- Disney Junior (née en 2011)
- Disney XD (née en 2009)
- K2 (née en 2004)
- Frisbee (née en 2010)
- JimJam (it) (née en 2006)
- Rai Yoyo (née en 2006)
- Rai Gulp (née en 2007)

Chaînes disparues
- Jetix (2003 - 2009)
- Playhouse Disney (2005 - 2011)
- Toon Disney (2004 - 2011)
- Disney in English (it) (2008 - 2019)

### Islande
- Boomerang (née en 2008)
- Cartoon Network (née en 2000)
- Disney Channel (née en 2003)
- Disney XD (née en 2009)
- Krakkastöðin (née en 2012)

Chaînes disparues
- Fox Kids (1998 - 2004)
- Jetix (2004 - 2009)

### Moldavie
- Boomerang (née en 2005)
- Cartoon Network (née en 1998)
- Disney Channel (née en 2009)
- Minimax (née en 2001)
- Nickelodeon (née en 2010)

Chaînes disparues
- Jetix (2004-2009)
- Fox Kids (1999-2004)

### Norvège
- Boomerang (née en 2008)
- Cartoon Network (née en 2000)
- Disney Channel (née en 2003)
- Disney Junior (née en 2011)
- Disney XD (née en 2009)
- Nickelodeon (née en 1996)
- Nick Jr. (née en 2010)
- Nicktoons (née en 2017)
- NRK Super (née en 2007)

Chaînes disparues
- Fox Kids (1998 - 2004)
- Jetix (2004 - 2009)
- Disney Junior (2006 - 2011)
- Toon Disney (2005 - 2009)

### Pays-Bas
- Boomerang (née en 2005)
- Cartoon Network (née en 2009)
- Disney Channel (née en 2009)
- Disney Junior (née en 2011)
- Disney XD (née en 2010)
- Nickelodeon (née en 2002)
- Nicktoons (née en 2007)
- Nick Jr. (née en 2003)

Chaînes disparues
- Fox Kids (1997 - 2005)
- Jetix (1997 - 2005)
- Playhouse Disney (2010 - 2011)

### Pologne
- AXN Spin (pl) (née en 2012)
- Baby TV (née en 2006)
- Boomerang (née en 2005)
- CBeebies (née en 2007)
- Da Vinci Learning (pl) (née en 2011)
- Disney Channel (née en 2006)
- Disney XD (née en 2009)
- Disney Junior (née en 2011)
- MiniMini+ (née en 2003)
- Nickelodeon (née en 2008)
- Nick. Jr (pl) (née en 2010)
- Polsat Jim Jam (pl) (née en 2009)
- Puls 2 (née en 2012)
- Teletoon+ (née en 2011)
- TVP ABC (née en 2014)
- TV Puls (née en 2001)

Chaînes disparues
- Fantastic (1999 - 2001)
- Fox Kids (1998 - 2005)
- Fox Kids Play (2003 - 2005)
- Gamesat (2008)
- Jetix (2005 - 2009)
- Jetix Play (2005 - 2010)
- Hyper+ (2001 - 2014)
- KidsCo (2007 - 2013)
- Lato 2008 (pl) (2008)
- MiniMax (pl) (1999 - 2004)
- Owsiak.TV (pl) (2007 - 2010)
- Patio TV (pl) (2008 - 2010)
- Playhouse Disney (2010 - 2011)
- TMT (pl) (1998 - 2008)
- ZigZap (pl) (2004 - 2011)

### Portugal
- Boomerang (née en 2018)
- Canal Panda (née en 1996)
- Canal Biggs (pt) (née en 1996)
- Sic K (pt) (née en 2009)
- JimJam (pt)
- Cartoon Network (née en 2013)
- Disney Channel (née en 2001)
- Disney Junior (née en 2012)
- Nickelodeon (née en 2005)
- Tiji

Chaînes disparues
- Disney Cinemagic (2008 - 2012)
- KidsCo (2007-2013)

### Roumanie
- Boomerang (née en 2005)
- Cartoon Network (née en 1998)
- Ducktv (en) (née en 2011)
- Disney Channel (née en 2009)
- Megamax (ro) (née en 2012)
- Minimax (née en 2001)
- Nickelodeon (née en 2010)
- Disney Junior (née en 2012)

Chaînes disparues
- Bebe TV (en) (2007-2011)
- Jetix (2004-2009)
- Fox Kids (1999-2004)

### Royaume-Uni et Irlande
- Boomerang (née en 2000)
- Cartoon Network (née en 1999)
- CBBC (née en 2002)
- CBeebies (née en 2002)
- CITV (née en 2006)
- Cúla 4 (née en 1999)
- Cyw (en) (née en 2003)
- Disney Channel (née en 1995)
- Disney Junior(née en 2011)
- Disney XD (née en 2009)
- Nickelodeon (née en 1993)
- Nick Jr. (née en 1999)
- Nick Jr. Too (en) (née en 2006)
- Nicktoons (née en 2002)
- Pop (en) (née en 2003)
- Pop Girl (en) (née en 2007)
- RTÉjr (en) (née en 2011, Irlande)

Chaînes disparues
- Discovery Kids(2000 - 2007)
- Disney Cinemagic (2006 - 2013)
- Playhouse Disney (2000 - 2011)
- Toon Disney (2000 - 2006)

### Suède
- Boomerang (née en 2008)
- Cartoon Network (née en 2000)
- Disney Channel (née en 2003)
- Disney Junior (née en 2011)
- Disney XD (née en 2009)
- Nickelodeon (née en 2008)
- Nick Jr. (née en 2010)
- SVT Barnkanalen (née en 2002)

Chaînes disparues
- Playhouse Disney(2006 - 2011)
- Toon Disney (2005 - 2009)
- Fox Kids (1999 - 2004)
- Jetix (2004 - 2009)

### Suisse

#### Suisse Alémanique
- Nickelodeon (née en 2009)

#### Suisse Romande
- Canal J (née en 1985)
- Cartoon Network (née en 1997)
- Nickelodeon (née en 2005)
- TiJi (née en 2000)

### Ukraine
Chaînes disparues
- Disney Channel (2010 - 2013)
- Playhouse Disney (2010 - 2011)

## Océanie

### Australie et Nouvelle-Zélande
- ABC Kids (née en 2011)
- Boomerang (née en 2004)
- Cartoon Network (née en 1995)
- Discovery Kids (née en 2014)
- Disney Channel (née en 1996, Australie)
- Disney Channel (née en 2003, Nouvelle-Zélande)
- Disney Junior (née en 2011)
- Disney XD (née en 2014)
- Nickelodeon (née en 1995)
- Nick Jr. (née en 2004)

Chaînes disparues
- Playhouse Disney (2005 - 2011)
- ABC Kids channel (en) (2001 - 2003)
- Fox Kids (1995 - 2004)
- KidsCo (2009 - 2014)
- Nickelodeon (2006 - 2010, Nouvelle-Zélande)

## Océan Indien
- Canal numérique jeunesse Océan Indien - CNJOI (née en 2017)